# سید ضیاءالدین امامی دهکردی
سید ضیاءالدین امامی دهکردی (۱ مهر ۱۳۰۱ شهرکرد - ۱۱ تیر ۱۳۸۷ اصفهان)، نگارگر و هنرمند ایرانی بود.

## کودکی
سید ضیا الدین امامی در ۱ مهر ۱۳۰۱ در شهرکرد در خانواده‌ای روحانی به دنیا آمد. پدرش آیت‌الله سیدمحمد باقر امامی نجفی دهکردی، امام جمعه شهرکرد بود و در مدرسهٔ امامیه آن شهر تدریس می‌کرد. ضیاءالدین تحت تأثیر این خانوادهٔ مذهبی، به همراه پدر در جلسات خانوادگی و محافل مذهبی که در شهرکرد و اصفهان برپا می‌شد شرکت می‌کرد.
 او تحصیلات مکتب خانه و مدرسه ابتدایی را در شهرکرد گذراند و در سال ۱۳۱۴ همراه پدرش به اصفهان مهاجرت کرد و در یکی از حجره‌های مدرسهٔ صدر ساکن شدند. 

## جوانی
امامی دهکردی در سال ۱۳۱۵ با رؤیای پزشک شدن در مدرسه فرهنگ مشغول تحصیل شد اما طولی نکشید که رفتارش در کلاس باعث اخراج او از مدرسه شد. پس از آن ضیاءالدین در سال ۱۳۱۷ شمسی وارد هنرستان تازه تأسیس هنرهای زیبا شد. پس از فراغت از هنرستان، در سال ۱۳۲۱ شمسی به استخدام آموزش و پرورش در آمد.
وی در سال ۱۳۲۲ با دختر خاله‌اش بدرالسادات نجفی دهکردی که عاشق نقاشی بود ازدواج کرد. در سال ۱۳۴۰ وارد دانشکده هنرهای تزئینی تهران شد و در سال ۱۳۴۷، موفق به پایان تحصیلات عالی هنرهای تزئینی در تهران گردید و سپس سال‌ها به تدریس هنر در دانشگاه‌های تهران اقدام کرد.

## درگذشت
امامی دهکردی در روز سه‌شنبه ۱۱ تیرماه ۱۳۸۷ در سن ۸۶ سالگی درگذشت. پیکر او را در قطعهٔ نام‌آوران (۵۰۱)، بلوک ۱، ردیف ۱۲، شماره ۱۳ آرامستان باغ رضوان اصفهان به خاک سپردند.